# Kingfisher
La birra Kingfisher è una birra indiana prodotta dal gruppo United Breweries Group. 

## Descrizione
Con il 36% del mercato interno è la birra più diffusa nel territorio indiano. A parte l'India, nel 2012 era disponibile in altre 52 nazioni. Pubblica un calendario per il quale posano celebrità locali, come la modella ed attrice Poonam Pandey. Era sponsor ufficiale della scuderia indiana di Formula 1 Force India.

## Produzione

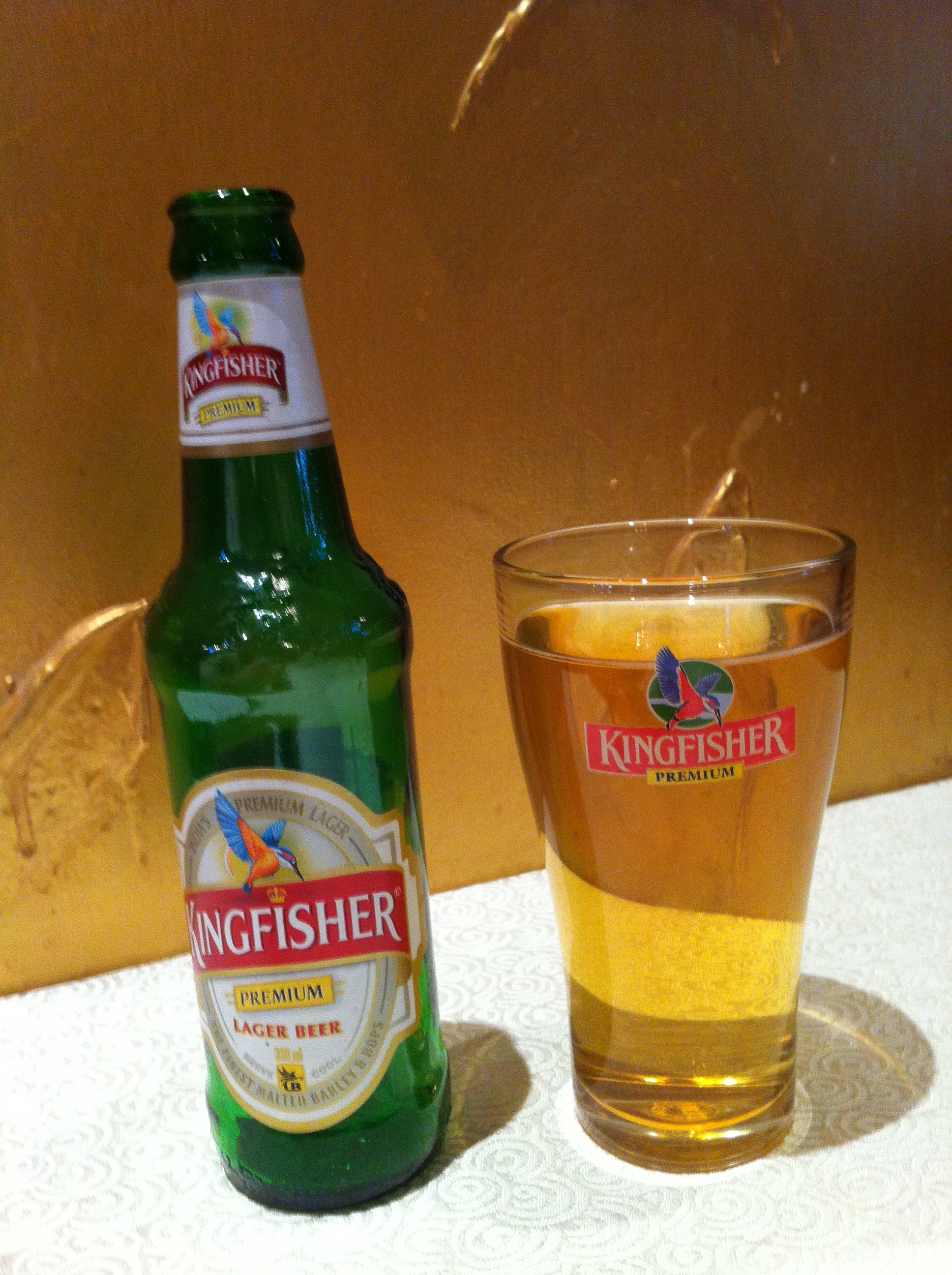
Una bottiglia di Kingfisher

Vengono prodotte le seguenti varietà:
- Kingfisher Premium
- Kingfisher Strong
- Kingfisher Strong Fresh
- Kingfisher Draught
- Kingfisher Ultra
- Kingfisher Blue
- Kingfisher Red
- Kingfisher Bohemia
- Zingaro
- UB Export
- UB Export Strong
- London Pilsner Premium Strong
- Kalyani Black Label Strong
- Bullet